# Collège de France

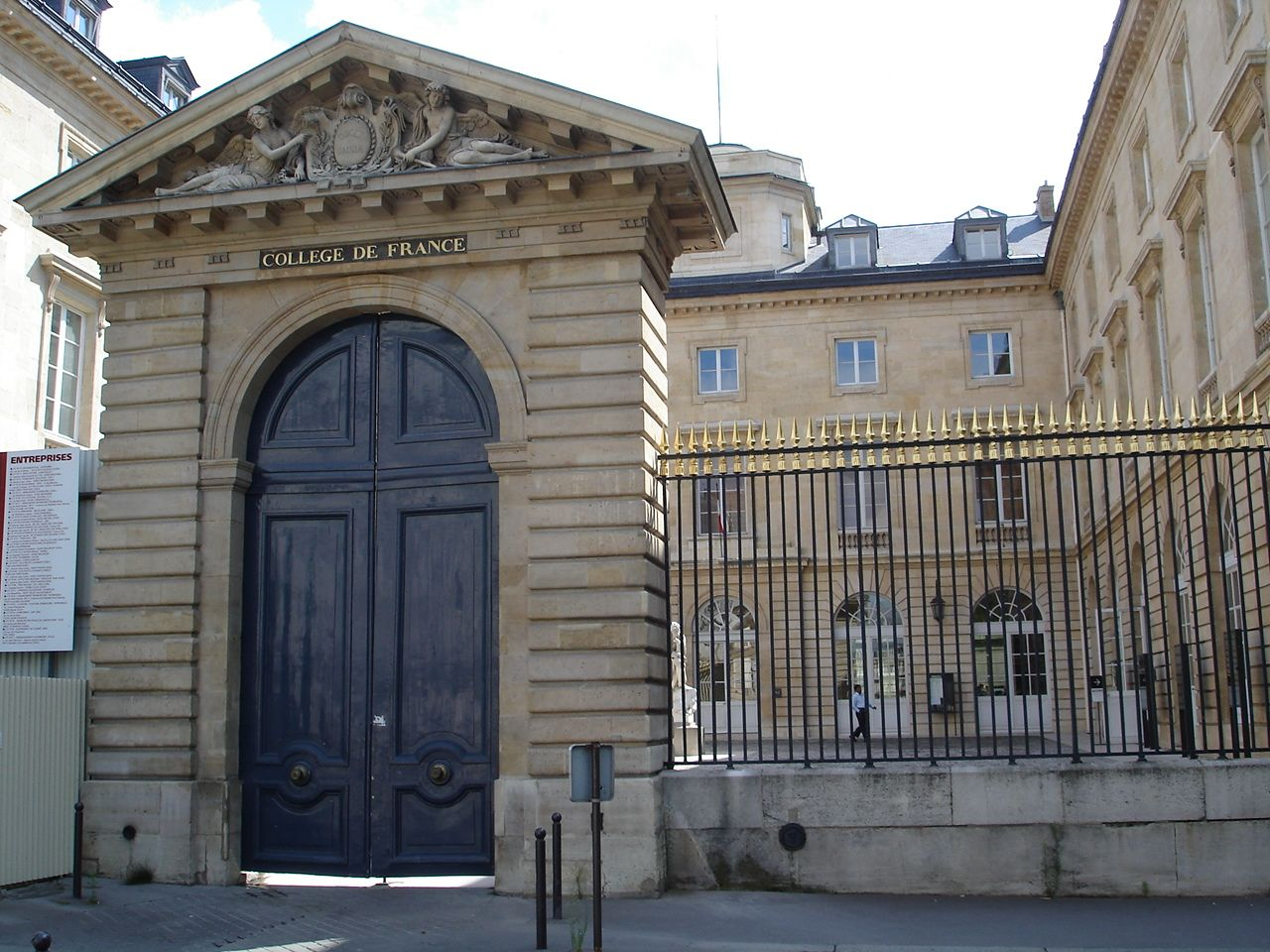
Intrarea principală la Collège de France, din Rue des Écoles

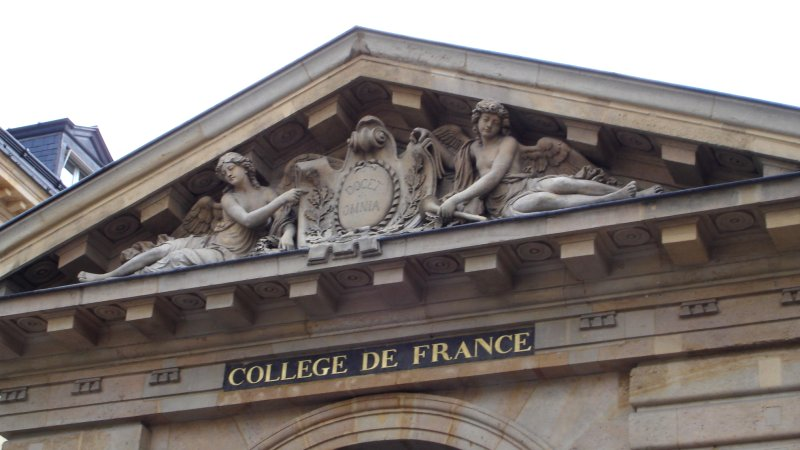
Frontonul intrării în Collège de France

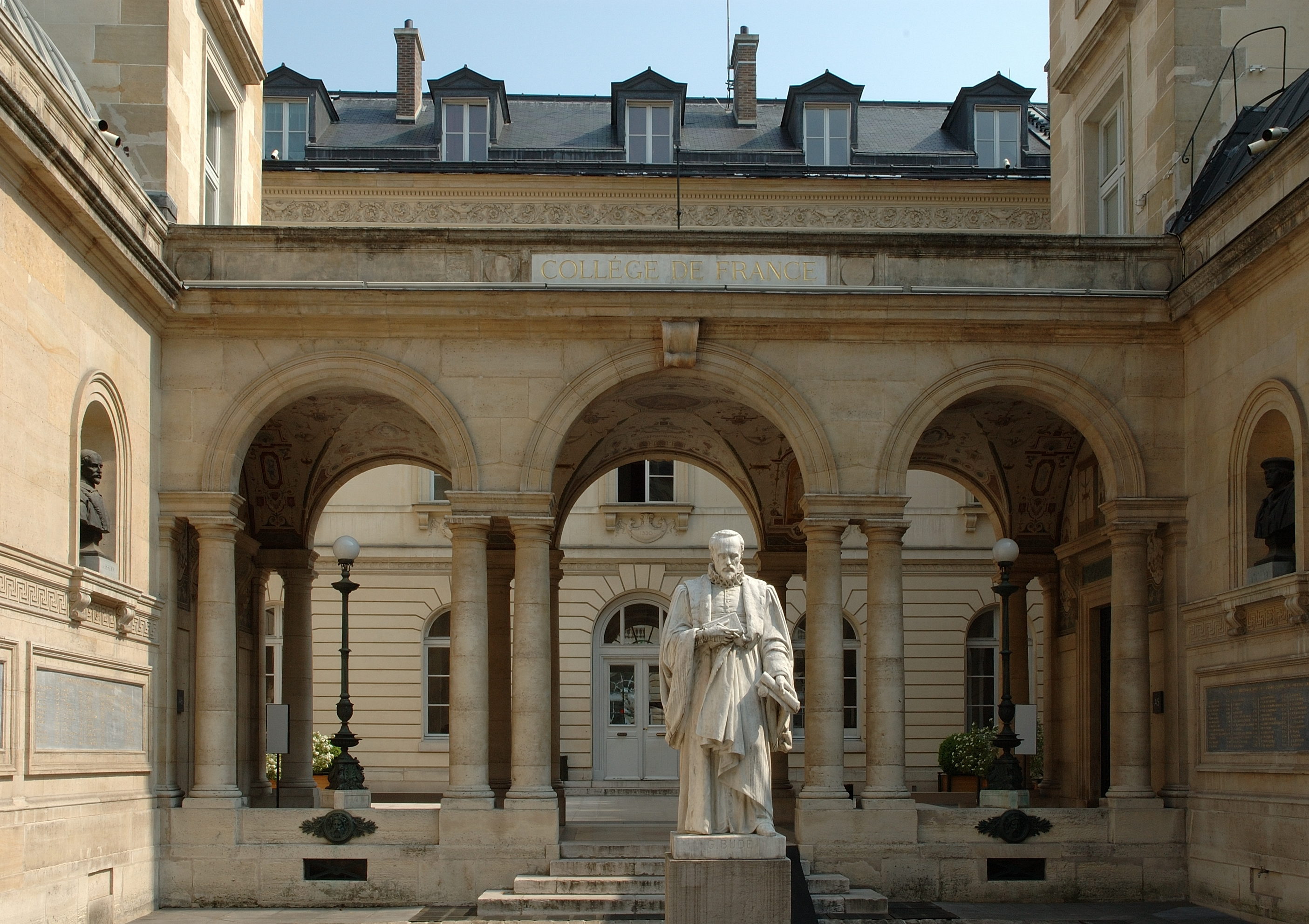
Curtea interioară de la Collège de France, dând spre Rue Saint-Jacques. Chiar în faţă, este amplasată statuia lui Guillaume Budé.

Collège de France, situat în Piața Marcellin Berthelot, din Cartierul latin (Quartier latin) din Paris, (arondismentul V), este o mare instituție franceză de învățământ și cercetare. Oferă cursuri (neurmate de diplomă) de un înalt nivel în discipline științifice, literare și artistice. Învățământul este gratuit și deschis oricui, fără înscriere, ceea ce face din Collège de France un loc aparte în viața intelectuală franceză. Numirea ca profesor la Collège de France este considerată ca o mare distincție în învățământul superior francez.

## Amplasare
Collège de France este situat în piața Marcelin-Berthelot din Cartierul latin, în cel de-al V-lea arondisment, în imediata apropiere a Universității Sorbona, la intersecția dintre Rue Saint Jacques și Rue des Écoles.

## Istorie
Fondarea sa este datorată regelui Francisc I, care, în 1530, la sugestia marelui traducător al operelor antice, Guillaume Budé, a instituit un colegiu, în care umaniști plătiți de rege erau însărcinați să predea discipline pe care Universitatea le ignora. Inițial, au fost create două posturi de profesori, unul pentru greacă, iar altul pentru ebraică, apoi numărul lor a crescut rapid la zece, cu învățământul dreptului francez, al latinei, al matematicilor și al medicinei. De atunci, Collège royal, a cărui deviză este „Docet omnia”, va rămâne unul dintre locurile de excelență al transmiterii științei în Franța.
Pe drept cuvânt, Francisc I este considerat fondatorul institutului Collège Royal, întrucât această creație este opera sa. Totuși, doar sub domnia lui Henric al II-lea și-a ocupat amplasamentul actual.
Numit la început „Collège royal” și Collegium Trilingue, a cunoscut diferite apelațiuni (de exemplu: „Collège impérial”), înainte de a primi denumirea actuală, în anul 1870.

## Misiuni
La ora actuală, Collège de France este împărțit în șapte ramuri de discipline: științe matematice, științe fizice, științe naturale, științe filosofice și sociologice, științe istorice, filologice și arheologice. Numără 54 de catedre, mergând de la „comunicații celulare” (Jean-Pierre Changeux), la „ecuații diferențiale și sisteme dinamice” (Jean-Christophe Yoccoz), trecând prin „istoria sincretismului de la sfârșitul Antichității” (Michel Tardieu), cărora trebuie să alăturăm numeroase somități științifice europene, care sunt, în mod repetat, invitate. Începând din anul 2004, o nouă catedră de creație artistică a fost instituită.
Collège de France oferă cursuri, neurmate de diplomă, de înalt nivel în aceste discipline științifice și literare. Învățământul este gratuit și deschis tuturor, fără înscriere, ceea ce face din Collège de France un loc aparte în viața intelectuală franceză. O fotografie celebră arată mulțimea de oameni veniți să-l asculte pe Henri Bergson, o parte dintre aceștia încercând să-l urmărească din exteriorul sălii (cu ferestrele deschise).
Collège de France favorizează interdisciplinaritatea, după cum o dovedesc, de exemplu, lucrările catedrei de Filosofie a cunoștințelor, ocupată de Jules Vuillemin din 1962 până în 1990, care aborda câmpuri disciplinare atât de diverse precum matematicile pure (algebra, geometria, analiza), fizica teoretică (astronomia, relativitatea, mecanica cuantică, haosul), științele inginerești, filosofia și studiile umaniste grecești și latine.

## Personalități legate deCollège de France
Dintre personalitățile prestigioase care sunt legate de Collège de France (cercetători, oameni de știință, intelectuali) se pot enumera: Raymond Aron, Roland Barthes, Henri Bergson, Augustin-Louis Cauchy, Claude Cohen-Tannoudji, Alain Connes, Georges Cuvier, Jean-François Champollion, Georges Duby, Georges Dumézil, Michel Foucault, François Jacob, Frédéric Joliot, Louis Lavelle, Jules Michelet, Adam Mickiewicz, Jacques Monod, Carlo Ossola, Edgar Quinet, Claude Lévi-Strauss, Jean-Pierre Serre, Paul Valéry, Gabriele Veneziano, Jean-Pierre Vernant.

## Profesori
Între profesorii care s-au perindat la Collège de France, au fost: 
- Antoine Jérôme Balard
- Etienne Baluze
- Roland Barthes
- Émile Benveniste
- Henri Bergson
- Claude Bernard
- Marcelin Berthelot
- Jean François Boissonade de Fontarabie
- Yves Bonnefoy
- Pierre Boulez
- Pierre Bourdieu
- Fernando Henrique Cardoso
- Jean-François Champollion
- Georges Cuvier
- Marie Henri d'Arbois de Jubainville
- Arsène d'Arsonval
- Jean Dausset
- Émile Deschanel
- Jon Elster
- Lucien Febvre
- Michel Foucault
- Ferdinand André Fouqué
- Etienne Fourmont
- Jean-Baptiste Gail
- Pierre-Gilles de Gennes
- Bronisław Geremek
- Eugène Auguste Ernest Havet
- Frédéric Joliot
- Stanislas Julien
- Sylvestre François Lacroix
- Étienne Gilson
- René Laënnec
- Paul Langevin
- Louis Lavelle
- René Leriche
- Emmanuel Le Roy Ladurie
- Claude Lévi-Strauss
- Pierre-Louis Lions
- Henri Maspéro
- Maurice Merleau-Ponty
- Jules Michelet
- Adam Mickiewicz
- Salomon Munk
- Alexis Paulin Paris
- Paul Pelliot
- François Pétis de la Croix
- Guillaume Postel
- Edgar Quinet
- Henri Victor Regnault
- Jean-Pierre-Abel Rémusat
- Jean-Pierre Serre
- Paul Valéry
- Jean-Pierre Vernant